# Münchner Freiheit (metropolitana di Monaco di Baviera)
Münchner Freiheit è una stazione di Metropolitana a Monaco di Baviera nel cuore del quartiere di Schwabing. Ci passa sia la linea 3 come anche la linea 6, le quali da questa stazione si diramano in due direzione diverse.
Si tratta di una delle prime stazioni di metropolitana di Monaco. Inaugurata nel 1971.
Negli anni 2008/2009 fu completamente ridisegnata dal designer della luce Ingo Maurer.
Le pareti laterali della stazione di metropolitana sono tenute in colore giallo limone, le colonne portanti in ceramica blu scura, il colore si dirama in maniera mistica, risaltato con un gioco di illuminazione particolare.
Tutta la stazione viene proiettata nel soffitto creando un effetto molto suggestivo, in quanto questa è rivestita da specchi quadrati.
Le insegne con il nome della stazione sono o in blu, colore della linea 6, o in arancione, colore della linea 3.
Münchner Freiheit tradotto in italiano vuol dire "libertà di Monaco". Il nome vuole ricordare il gruppo di resistenza Freiheitsaktion Bayern che fu attivo soprattutto nelle ultime settimane della dittatura nazionalsocialista, occupando la radio nazionale e trasmettendo annunci di arrendersi agli americani.
Nel 2020 la stazione di Münchner Freiheit, insieme ad altre 4 stazioni del primo tronco della metropolitana monacense, venne posta sotto tutela monumentale (Denkmalschutz) per la sua importanza storica.